# Farmen Skärgården
Farmen Skärgården är en svenskt TV-program. Programmet är TV4:s utveckling av dokusåpan Farmen, med snabbare klippning, yngre deltagare och dessutom i skärgårdsmiljö. Syftet är att locka en yngre publik och att samtidigt förnya det så kallade "Farmen-konceptet".[källa behövs] Farmen Skärgården spelades in på ön Saltholmen i Gåsfjärdens skärgård mellan Oskarshamn och Västervik, från början av juli till mitten av september 2004.  Premiären sändes den 12 september 2004 och sågs av 1,5 miljoner tittare.
Farmen Skärgården producerades av produktionsbolaget Strix. Producent var Peter Welin (Strix) och Anton Glanzelius (TV4). Programmet sändes varje vardag på 19.30 (fredagar 21.20).
Jokrar i Farmen Skärgården var Emma Thorsell och Maria Östling.
En av deltagarna i Farmen skärgården var Kristina Fröjmark som omkom i flodvågskatastrofen den 26 december 2004. Finalavsnittet sändes den 20 november 2004 och vanns av Christian Gergils.

## Deltagare
- Anette "Nettan" Petersson, 40 år från Halmstad.
- Carolina Nerme, 24 år från Stockholm.
- Christian Gergils, 37 år från Stockholm.
- Emma Thorsell, 26 år från Örebro.
- Jonas Hörlin, 24 år från Stockholm.
- Jonathan Cox, 23 år från Göteborg.
- Jonathan "Joppe" Ejdersand, 28 år från Stockholm.
- Kristina Fröjmark, 46 år från Göteborg.
- Linda Hedihn, 32 år från Stockholm.
- Madeleine Jostedt-Ulrici, 19 år från Storbritannien.
- Maria Johansson, 21 år från Uddevalla.
- Maria Östling, 31 år från Karlstad.
- Marina Milosevic, 26 år från Malmö.
- Mario Goran Sharif, 27 år från Borås.
- Patrik Jansson, 25 år från Uppsala.
- Sven-Mikael "Micke" Karlsson, 24 år från Stockholm.
- Tobbe Mårtensson, 37 år från Malmö.